# Eudorella pusilla
Eudorella pusilla är en kräftdjursart som beskrevs av Sars 1871. Eudorella pusilla ingår i släktet Eudorella och familjen Leuconidae. Inga underarter finns listade i Catalogue of Life.